# Universidade Hofstra
Universidade Hofstra (em inglês: Hofstra University) é uma universidade particular em Hempstead, Nova York. É a maior universidade privada de Long Island. A Hofstra originou-se em 1935 como uma extensão da New York University (NYU) sob o nome Nassau College – Hofstra Memorial of New York University. Tornou-se a Hofstra College independente em 1939  e ganhou o status de universidade em 1963. Composta por dez faculdades, a Hofstra sediou uma série de conferências presidenciais proeminentes e vários debates presidenciais nos Estados Unidos .
| Reitor                     | Posse         |
| Truesdel Peck Calkins      | 1937–1942     |
| Howard S. Brower (Atuação) | 1942-1944     |
| John Cranford Adams        | 1944-1964     |
| Clifford Lee Lord          | 1964-1972     |
| James H. Marshall          | 1972-1973     |
| Robert L. Payton           | 1973–1976     |
| James M. Shuart            | 1976–2001     |
| Stuart Rabinowitz          | 2001–2021     |
| Susan Poser                | 2021-presente |

## História
A faculdade foi fundada em 1935 na propriedade do William S. Hofstra (1861-1932), um empresário madeireiro de ascendência holandesa.
O nome oficial foi alterado para Hofstra College em 16 de janeiro de 1937. A Hofstra College se separou da Universidade de Nova York em 1º de julho de 1939 e recebeu uma carta patente absoluta em 16 de fevereiro de 1940.

### Herança holandesa
Ela é uma das três principais universidades americanas nomeadas em homenagem à americanos holandeses, com a  Rutgers University devido ao Henry Rutgers e da Vanderbilt University devido ao Cornelius Vanderbilt.
O logotipo original da Hofstra era um selo criado pelo professor de arte Constant van de Wall em 1937. A insígnia foi derivada do selo oficial da casa reinante da Holanda, a Casa de Orange-Nassau. Usado com a permissão do monarca dos Países Baixos, o selo também incluía o lema nacional holandês Je Maintiendrai, que significa “Eu permaneço firme”, em francês 

Bandeira do logotipo da Hofstra

Em 1939, o embaixador holandês nos Estados Unidos deixou lá uma bandeira da Holanda antes de retornar ao seu país para a Segunda Guerra Mundial, o que influenciou as cores da Hofstra, o selo da universidade e o brasão de armas.
Hofstra também homenageia sua herança holandesa com uma estrutura de moinho de vento em miniatura perto do prédio de admissão e o plantio de milhares de tulipas na primavera. Em 1985, o comissário da Rainha da Holanda presenteou a universidade com a Tulipa Universidade Hofstra, um híbrido de flores com o nome da escola. Esse é um ponto focal do Festival Holandês de primavera anual de Hofstra.
Um complexo habitacional no campus é conhecido como "Holanda" e possui residências com nomes de cidades holandesas, incluindo Delft, Groningen, Haia, Leiden, Rotterdam, Tilburg, Utrecht, Breukelen e Amsterdam .
As equipes atléticas de Hofstra eram conhecidas como Flying Dutchmen até 2001.

## Campus
Há 3.381 membros do corpo docente (incluindo mais de 2.200 no sistema de escolas de medicina), 6.913 alunos de graduação, com um total de 11.240 alunos em geral, incluindo todos os alunos de graduação em período integral e parcial, graduados, estudantes de direito e medicina.

## Ex-alunos e professores notáveis

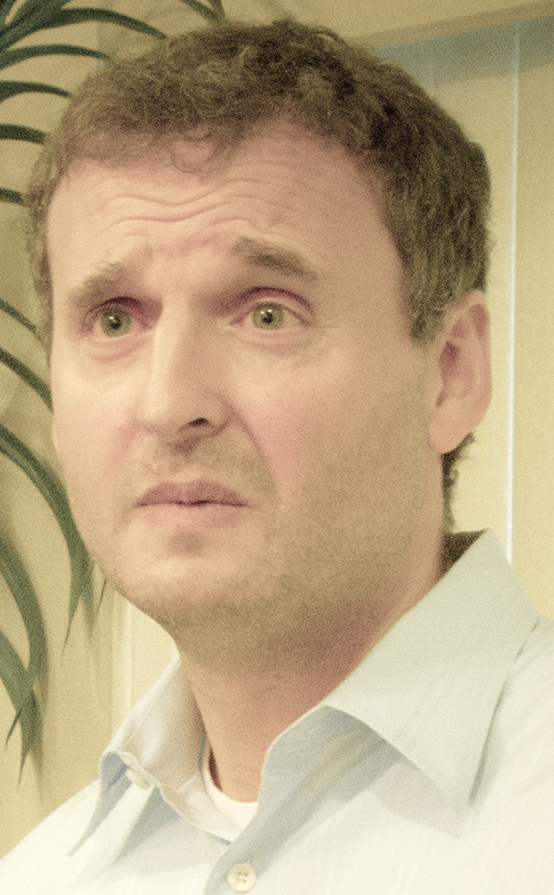
Phillip Rosenthal, produtor executivo do seriado Everybody Loves Raymond
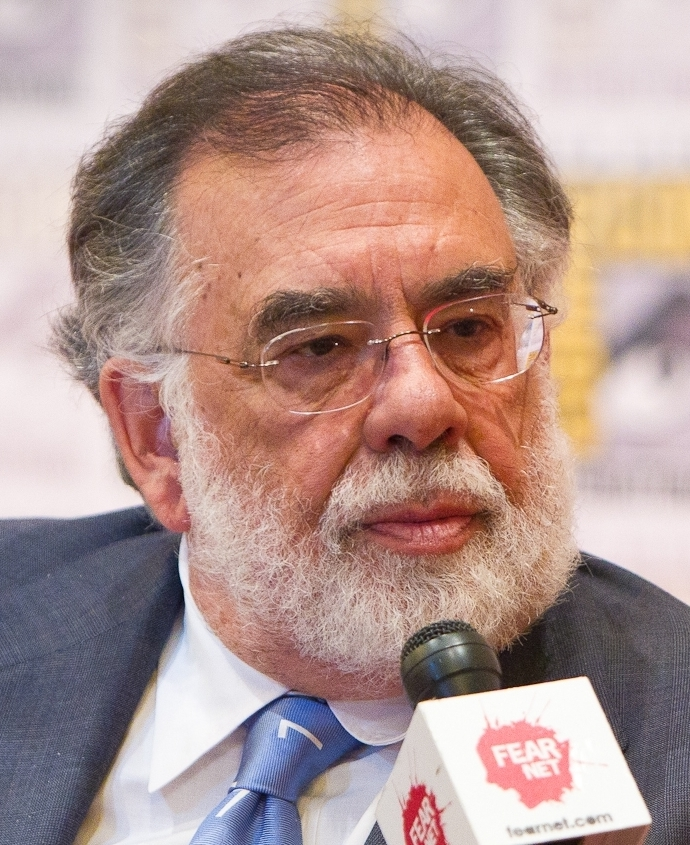
Francis Ford Coppola, diretor de cinema
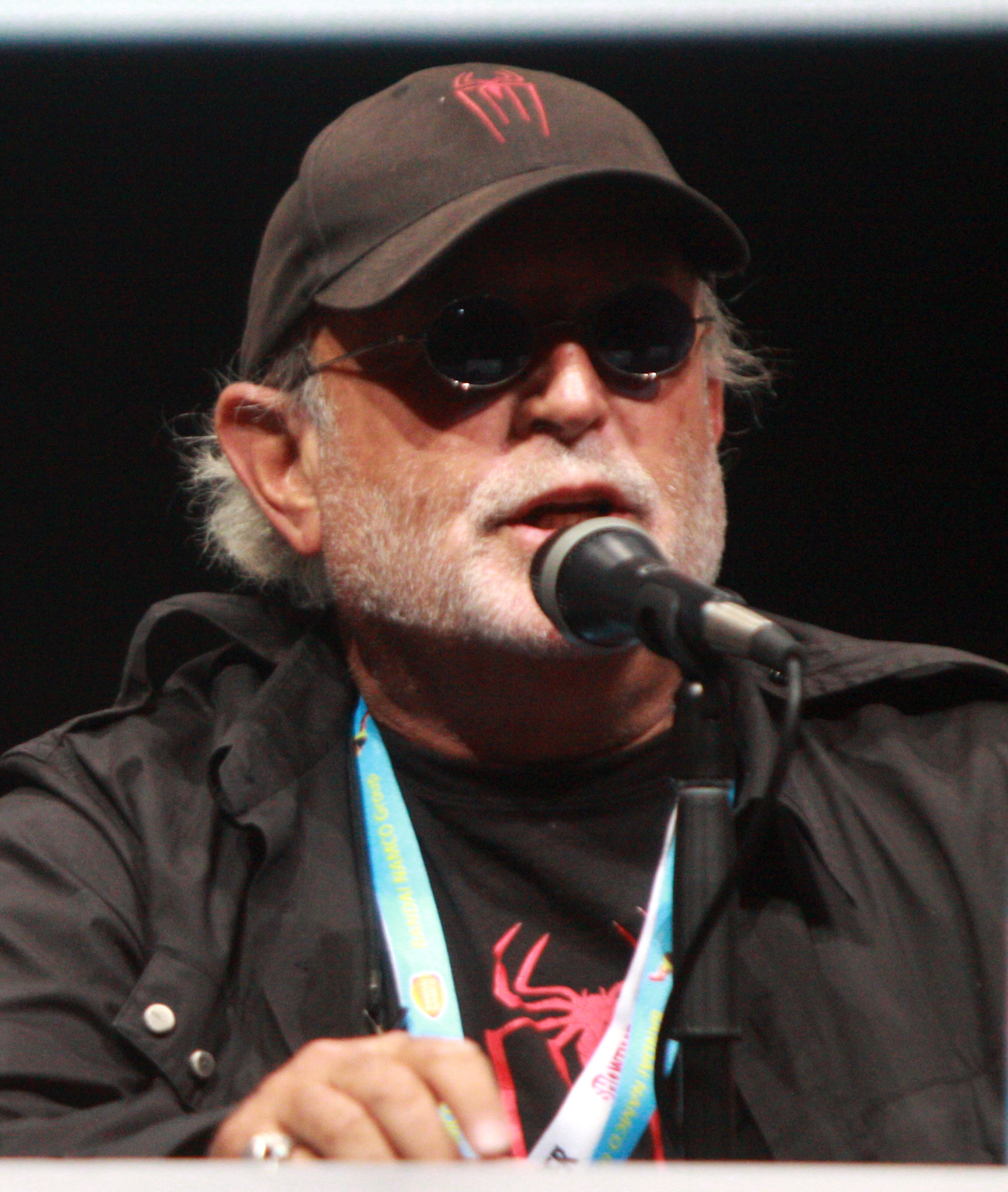
Avi Arad, fundador da Marvel Studios
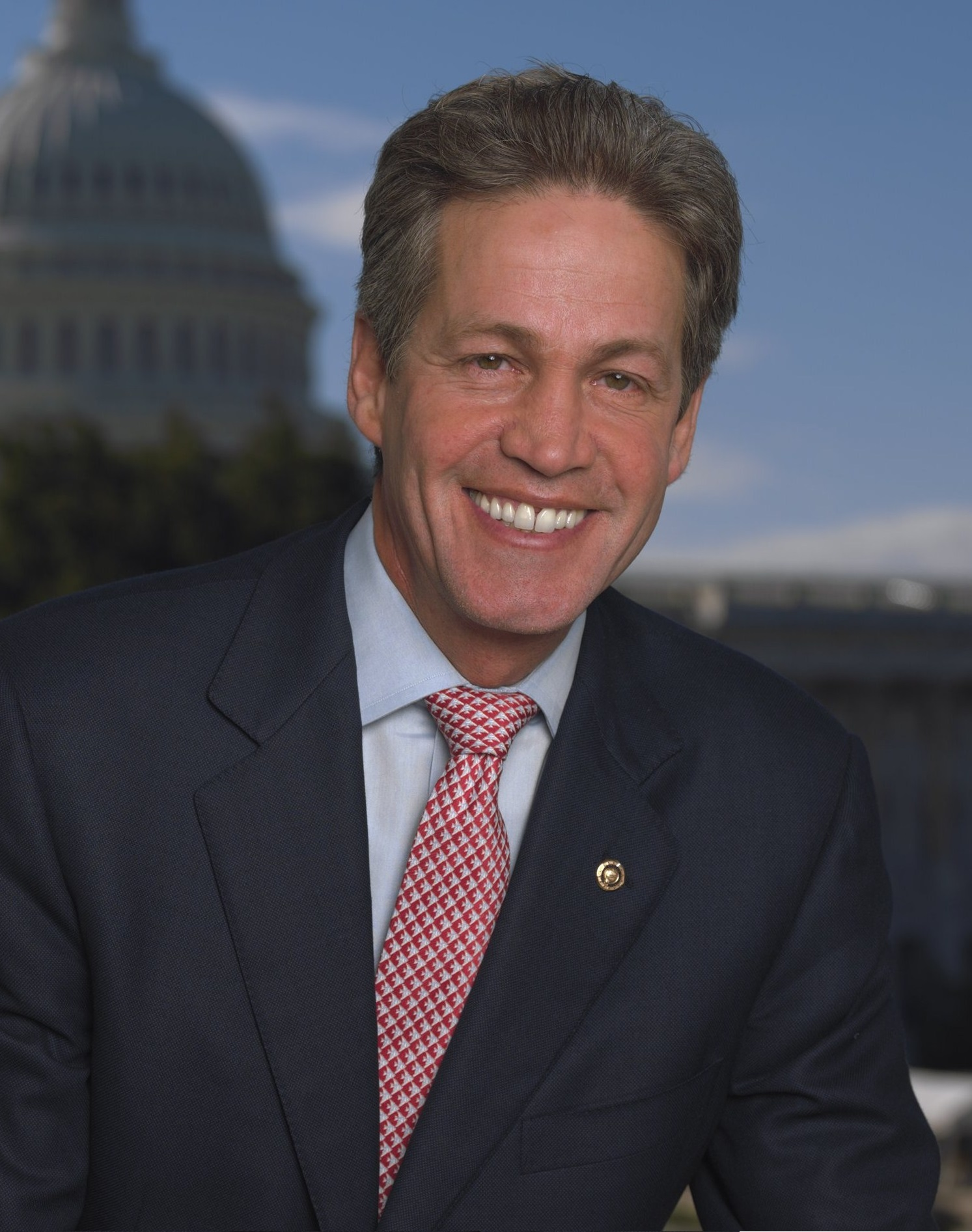
Norm Coleman, ex senador dos EUA por Minnesota
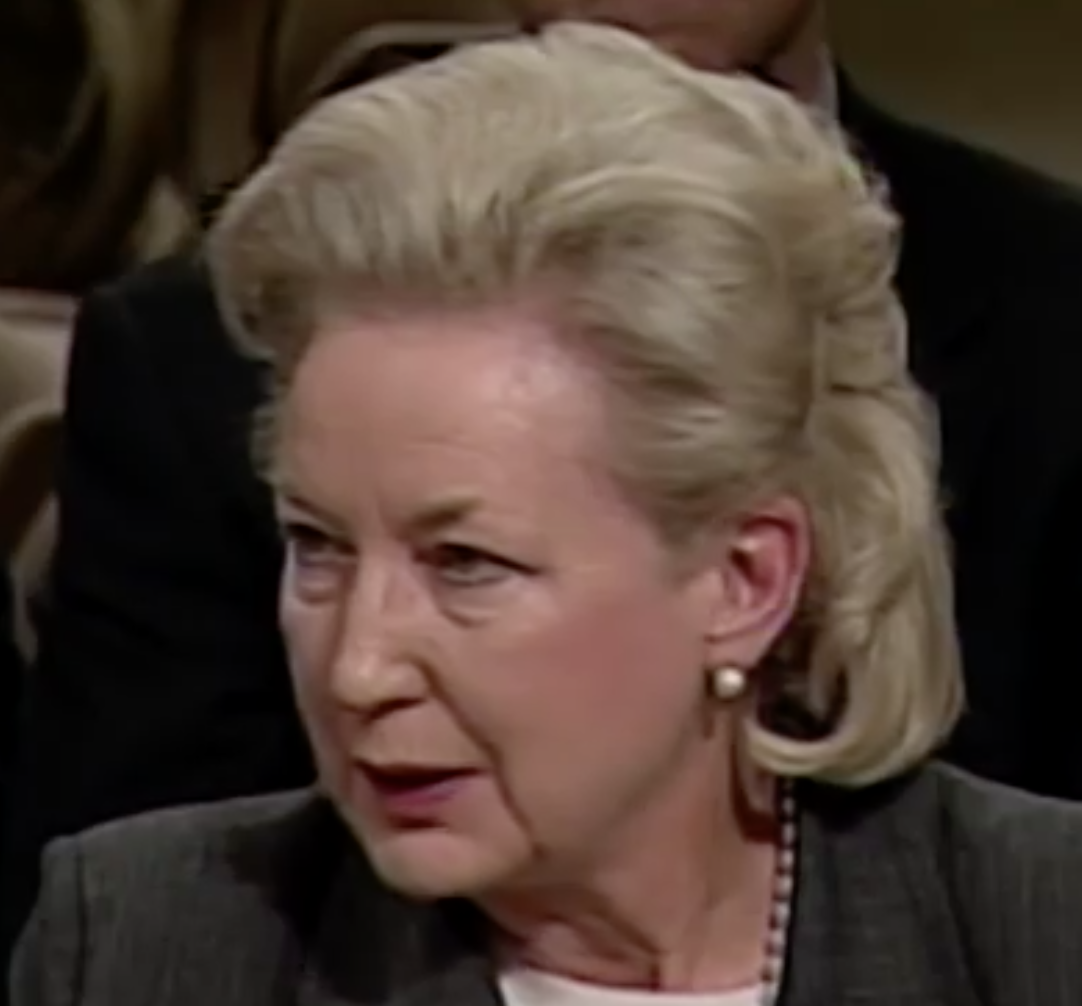
Maryanne Trump Barry, juíza do Estados Unidos e irmã do ex-presidente Donald Trump
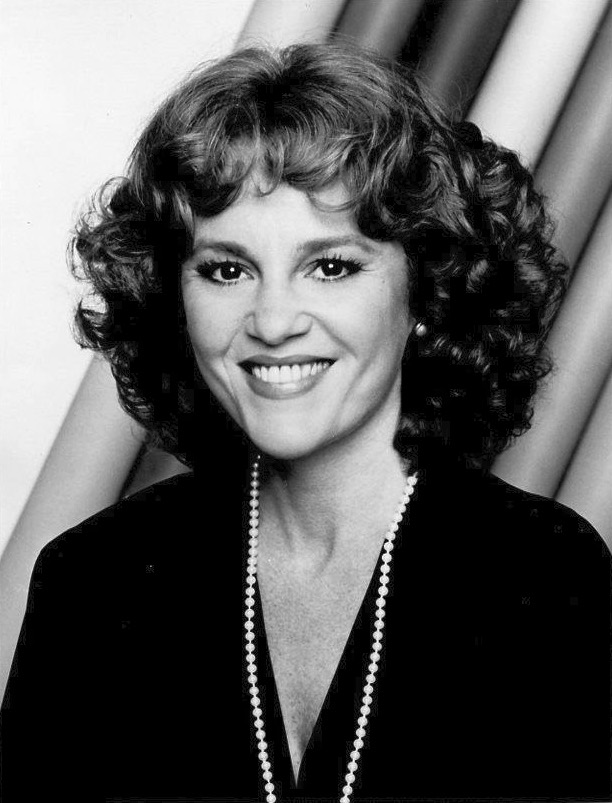
Madeline Kahn, atriz
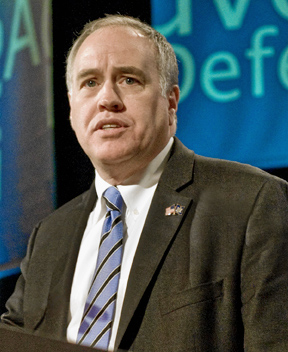
Thomas DiNapoli, Controlador de Nova York
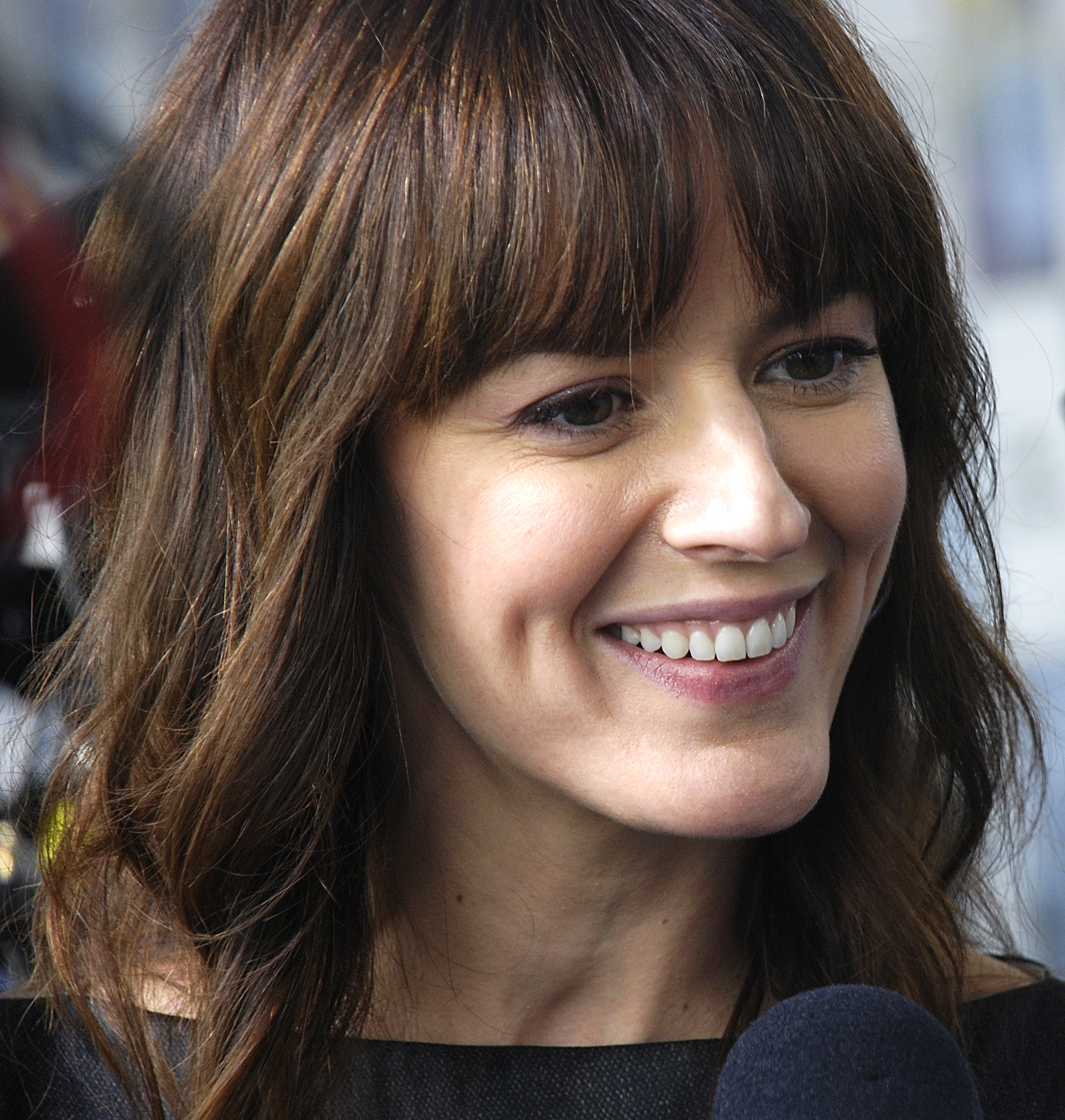
Rosemarie DeWitt, atriz
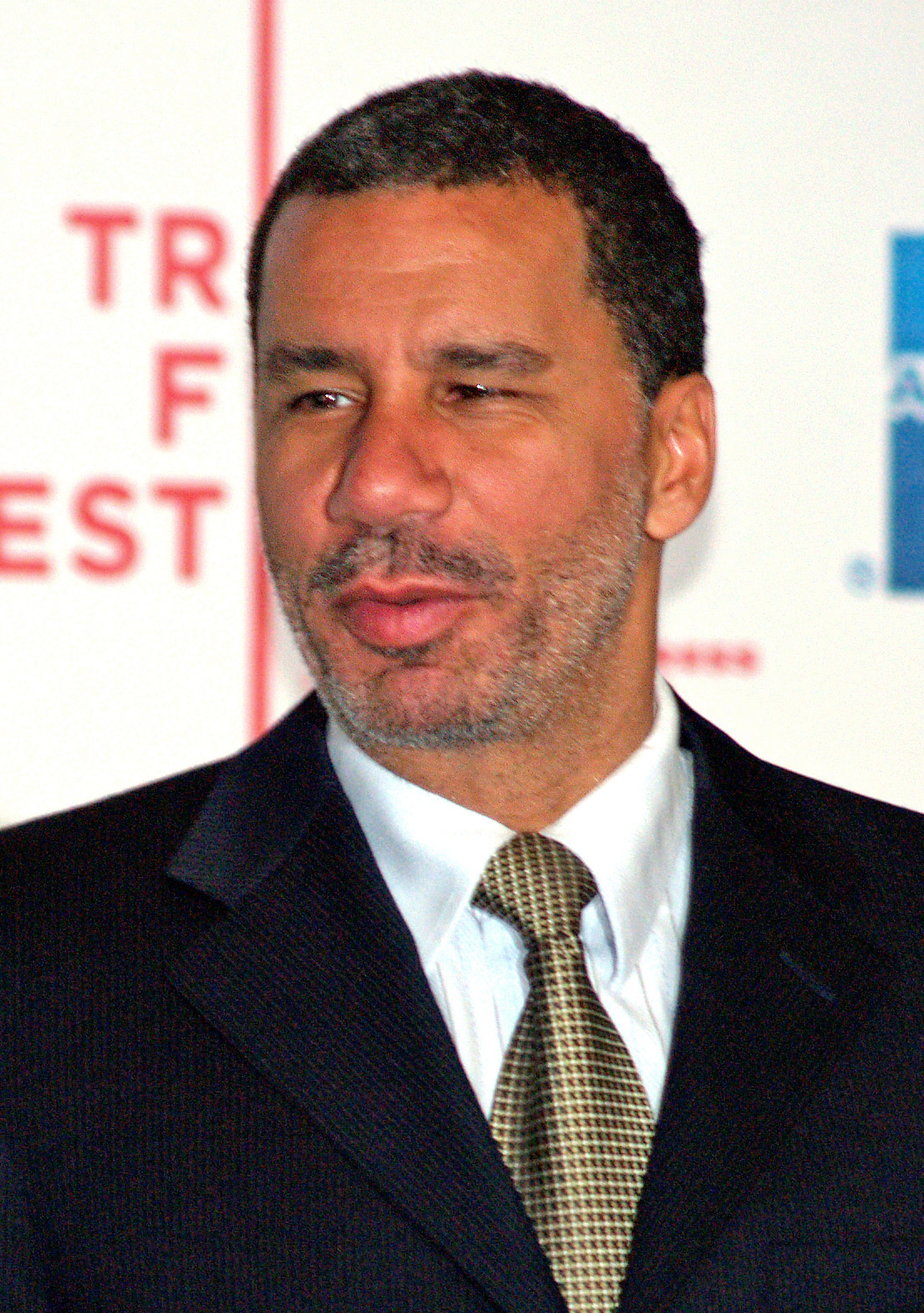
David Paterson, ex-governador de Nova York
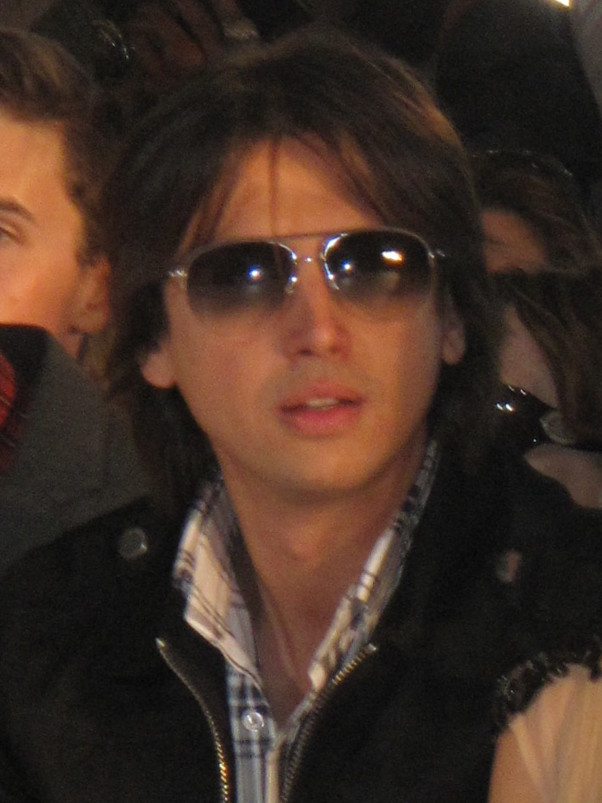
Jonathan Cheban, personalidade de reality show
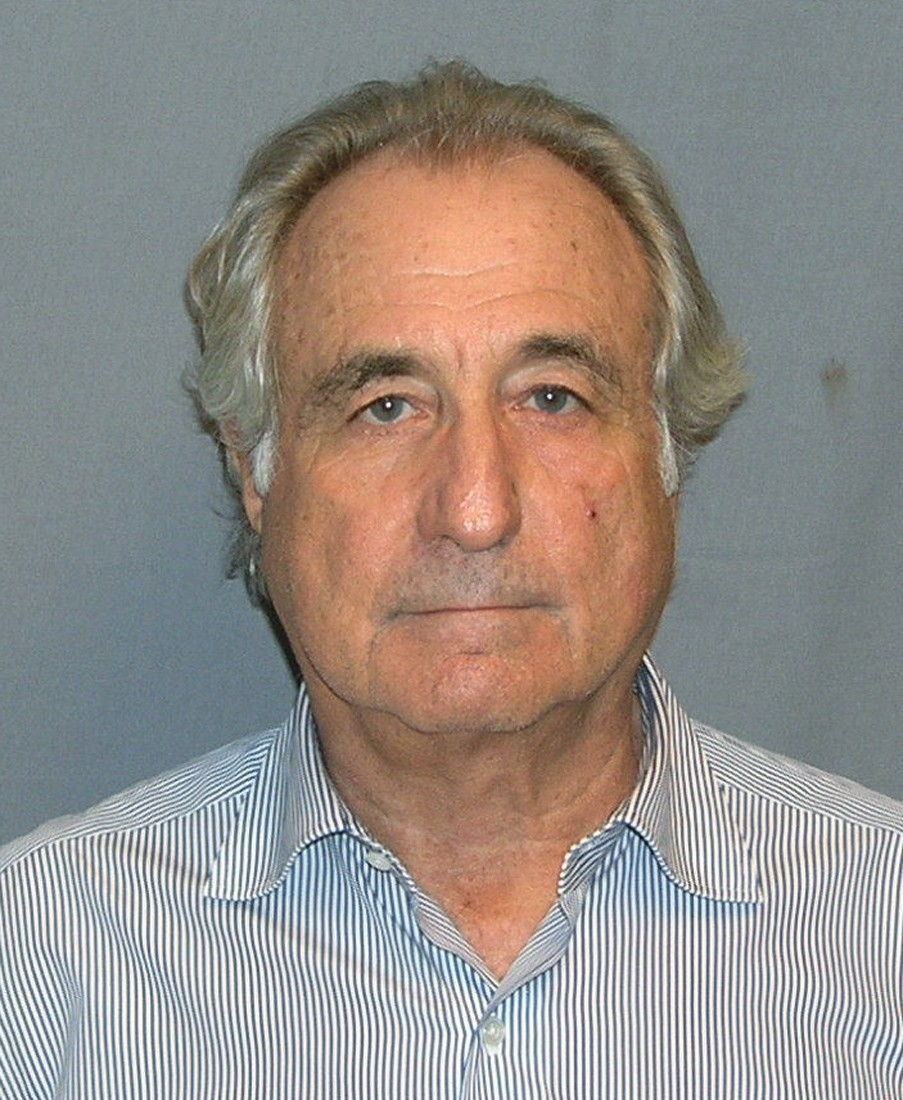
Bernie Madoff, fraudador condenado
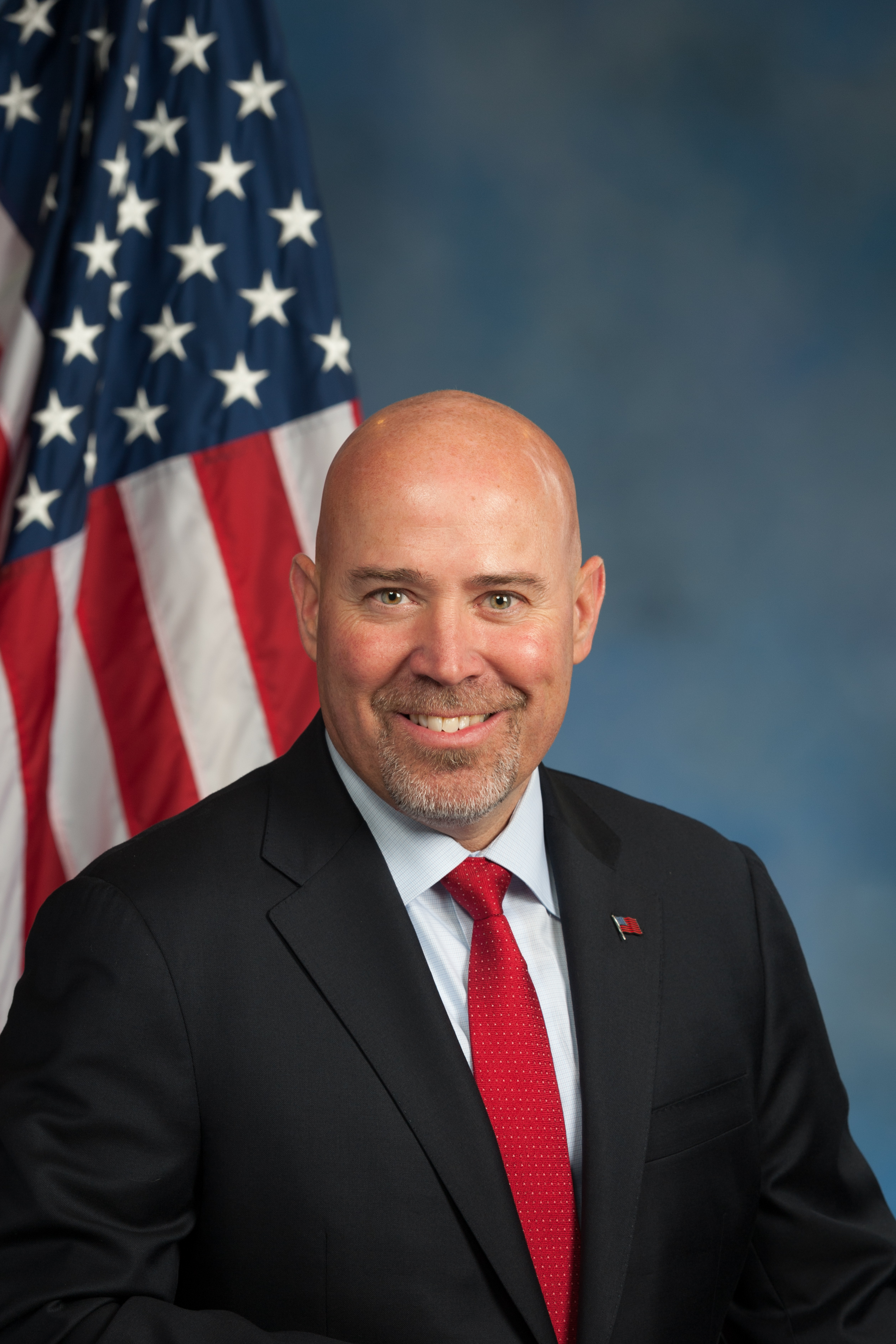
Tom MacArthur, ex- congressista dos EUA
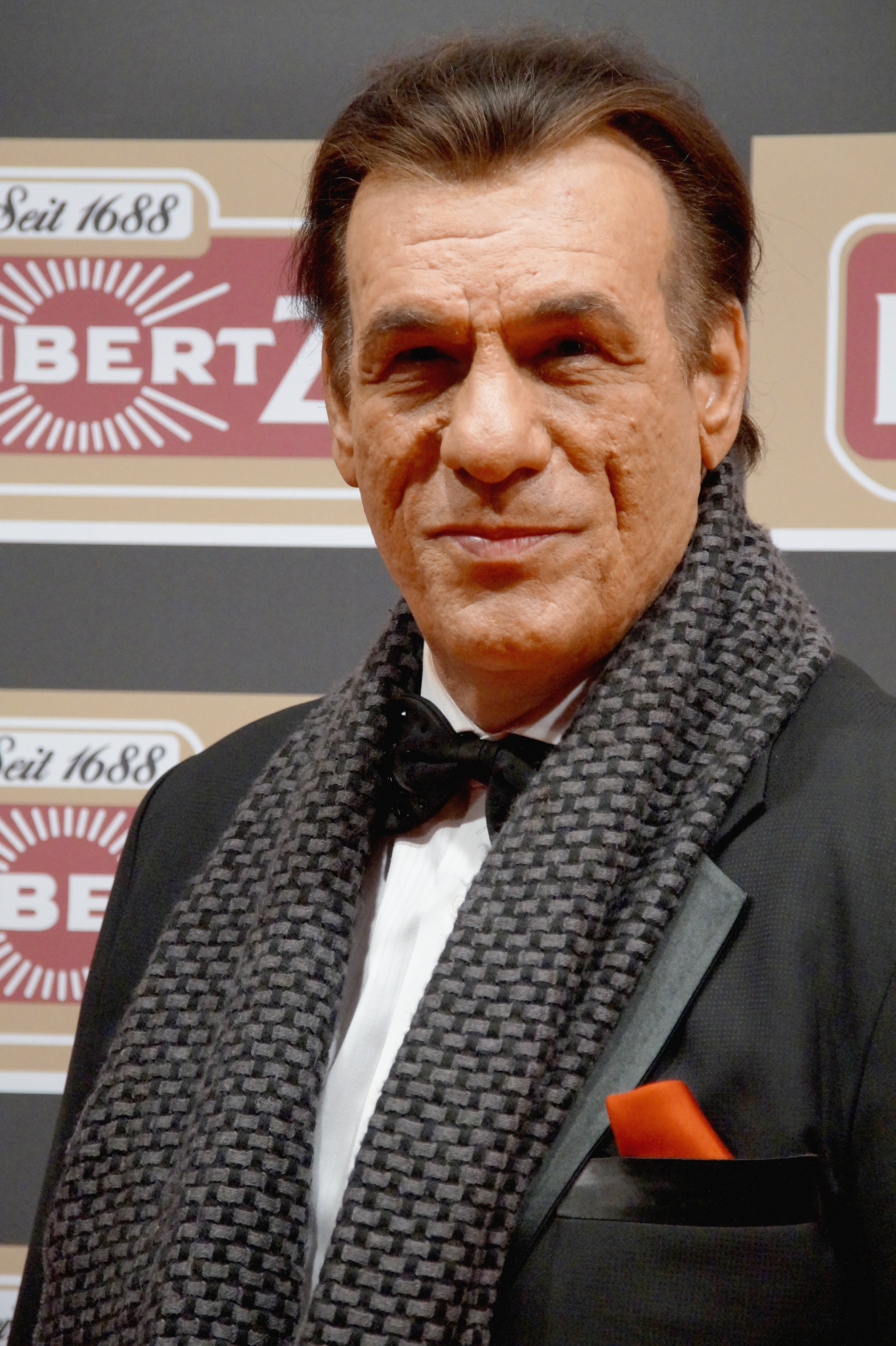
Robert Davi, ator

## Imagens
| {{{caption}}}                      |
| Centro Estudantil Mack da Hofstra. |

| {{{caption}}}                   |
| As torres Unispan e dormitório. |

| {{{caption}}}               |
| Teatro John Cranford Adams. |